# Pholidoscelis
Pholidoscelis is een geslacht van hagedissen uit de familie tejuhagedissen (Teiidae). Veel soorten werden lange tijd in het geslacht Ameiva geplaatst, en worden daarom ameiva's genoemd.

## Uiterlijke kenmerken
De lengte bedraagt meestal enkele tientallen centimeters inclusief de staart. De meeste soorten hebben overwegend groene en bruine lichaamskleuren met een witachtige buikzijde. Er zijn echter enkele uitzonderingen; de bandstaartameiva (Pholidoscelis taeniurus) bijvoorbeeld heeft een donkere bovenzijde maar een goud glanzende onderzijde. De Haïtiaanse ameiva (Pholidoscelis chrysolaemus) heeft een opvallende roze tot rode snuitpunt.

## Verspreiding en habitat
Alle soorten leven in delen van Midden-Amerika en komen voor op de eilanden van de Antillen. Sommige soorten zijn aan te merken als bewoners van kleine eilanden. Dergelijke soorten hebben vaak verschillende ondersoorten die zich aangepast hebben door hun geïsoleerde verspreidingsgebieden. Een goed voorbeeld hiervan is de soort Pholidoscelis auberi die maar liefst 40 ondersoorten kent. Veel ondersoorten hebben een klein, specifiek en geïsoleerd verspreidingsgebied bestaande uit één of enkele eilanden. Pholidoscelis erythrocephalus heeft een kenmerkende rode kop en komt alleen voor op de eilanden Sint Eustatius, Saint Kitts en Nevis.

## Beschermingsstatus
Veel soorten komen binnen hun areaal algemeen voor. De internationale natuurbeschermingsorganisatie IUCN heeft van acht soorten een beschermingsstatus geformuleerd. Twee soorten worden aangemerkt als algemeen voorkomend (Least Concern of LC); dit zijn Pholidoscelis chrysolaema en Pholidoscelis lineolatus. Drie soorten worden beschouwd als kwetsbaar (Vulnerable of VU); te weten Pholidoscelis corax, Pholidoscelis corvinus en Pholidoscelis maynardii.
De soort Pholidoscelis polops is de enige ameiva die als ernstig bedreigd wordt gezien (Critically Endangered of CR). Deze soort komt alleen voor op vier kleine eilanden en is grotendeels verdwenen nadat de Indische ichneumon (Herpestes edwardsii) in het verspreidingsgebied werd geïntroduceerd in de negentiende eeuw.
Ten slotte zijn er twee soorten die hoogstwaarschijnlijk zijn uitgestorven. De bekendste is Pholidoscelis major die alleen op het eiland Martinique leefde en wellicht is uitgeroeid door door de mens geïntroduceerde roofdieren.
De tweede uitgestorven soort is Pholidoscelis cineraceus, die alleen bekend is van het eiland Guadeloupe.

## Voedsel
Net als andere tejuhagedissen worden niet alleen kleine ongewervelden zoals insecten gegeten, maar ook kleine gewervelde dieren en plantaardig materiaal zoals fruit. Van de soort Pholidoscelis polops is bekend dat voornamelijk jonge anolissen worden gegeten, en ook de eieren van anolissen staan op het menu.

## Taxonomie
De wetenschappelijke naam van het geslacht werd in 1843 voorgesteld door Leopold Fitzinger. Veel soorten in dit geslacht werden lange tijd in het geslacht Ameiva geplaatst.

### Soorten
| Naam                                         | Auteur                       | Verspreidingsgebied                                      |
| -------------------------------------------- | ---------------------------- | -------------------------------------------------------- |
| Pholidoscelis atrata                         | Garman, 1887                 | Antigua en Barbuda (Redonda)                             |
| Pholidoscelis auberi                         | Cocteau, 1838                | Bahama's, Cuba                                           |
| Pholidoscelis chrysolaemus Haïtiaanse ameiva | Cope, 1868                   | Dominicaanse Republiek, Haïti                            |
| Pholidoscelis cineraceus                     | Barbour & Noble, 1915        | Kleine Antillen (Guadeloupe)                             |
| Pholidoscelis corax                          | Censky & Paulson, 1992       | Kleine Antillen (Anguilla)                               |
| Pholidoscelis corvinus                       | Cope, 1861                   | Kleine Antillen (Sombrero)                               |
| Pholidoscelis dorsalis                       | Gray, 1838                   | Jamaica                                                  |
| Pholidoscelis erythrocephalus                | Shaw, 1802                   | Kleine Antillen (Sint Eustatius, Saint Kitts, Nevis)     |
| Pholidoscelis exsul                          | Cope, 1862                   | Puerto Rico (VS), Britse Maagdeneilanden (GB)            |
| Pholidoscelis fuscatus                       | Garman, 1887                 | Kleine Antillen (Dominica)                               |
| Pholidoscelis griswoldi                      | Barbour, 1916                | Kleine Antillen (Antigua)                                |
| Pholidoscelis lineolatus                     | Duméril & Bibron, 1839       | Hispaniola                                               |
| Pholidoscelis major                          | Duméril & Bibron, 1839       | Kleine Antillen (Martinique)                             |
| Pholidoscelis maynardi                       | Garman, 1888                 | Bahama's                                                 |
| Pholidoscelis plei                           | Duméril & Bibron, 1839       | Kleine Antillen (Anguilla, St. Martin, Saint-Barthélemy) |
| Pholidoscelis pluvianotatus                  | Garman, 1887                 | Kleine Antillen (Montserrat)                             |
| Pholidoscelis polops                         | Cope, 1862                   | Amerikaanse Maagdeneilanden                              |
| Pholidoscelis taeniurus Bandstaartameiva     | Cope, 1862                   | Dominicaanse Republiek, Haïti,                           |
| Pholidoscelis umbratilis                     | Schwartz & Klinikowski, 1966 | Dominicaanse Republiek                                   |
| Pholidoscelis wetmorei                       | Stejneger, 1913              | Puerto Rico (VS)                                         |